# Grad, Stilo
Grad Stilo ali Normanski grad je grad iz normanskega obdobja, ki ga je v Stilu v Kalabriji v južni Italiji zgradil Rogerij I. Sicilski na Monte Consolinu v 11. stoletju.

## Zgodovina
Prva omemba normanskega gradu v Stilu je iz 7. maja 1093 v koncesijskem aktu velikega grofa svetemu Brunu: elegerunt itaque quondam solitudinis locum inter locum qui dicitur Arena et oppidum quod appelatur Stilum.
V 13. stoletju je bil eden od sedemnajstih gradov v Kalabriji, ki jih je upravljala Reale kurija med vladavino Karla I. Neapeljskega, uporabljali pa so ga tudi kot zapor. V tem obdobju so ga vzdrževali, kot je zapisano v foliju 233 od 1281 arhiva Regia Zecca.
V registru z dne 14. aprila 1323 je bilo zapisano, da je vojvoda Kalabrije, sin kralja Roberta, dal Nobleu, Contestabileju, baronu Settingiano Marco Castellania of Stilo (ki vlada gradu Stilo) njemu in njegovim potomcem.
Od leta 2009 grad obnavljajo.

## Opis
Grad ima trikotne stolpe, razen tistih, ki obkrožajo utrdbo, ki so krožne oblike in so opremljeni z vrzelmi. En stolp se imenuje Altavilla. Osrednji prostor gradu je bila cerkev-kapela z glavnim oltarjem in 4 oltarji ob stenah prostora. Zbiranje deževnice je potekalo z lončenimi cevmi in s cisterno, postavljeno pod osrednjim objektom.

## Poti
Do gradu se lahko pride po dveh glavnih poteh: od panoramske in visoke poti, ki se začne pri cerkvi Cattolica di Stilo, in po Stilovi poti Via Crucis, ki jo sestavljajo štirinajst stopnic in tri počivališča in panoramski prostor s klopmi, se druga, veliko večja in manj nagnjena, začne pri pokopališču Stilo.

## Legende o Normanskem gradu
Normanski grad preganja srhljivo bobnenje. Pravijo, da so pred stoletji dečka bobnarja poslali skozi grajsko klet, da bi sledil skrivnemu prehodu in pri tem udarjal po svojem bobnu, da bi drugi lahko sledili zvoku. Toda na pol točke je bobnanje nenadoma prenehalo in bobnar je skrivnostno izginil brez sledu.